# Elaeagnus commutata
Elaeagnus commutata es una especie de arbusto de la familia  Elaeagnaceae,  nativa del  oeste de Norteamérica desde  Alaska a British Columbia y Quebec, al sur hasta  Utah,  Dakota y Minnesota.  Por lo general crece suelos  secos a húmedos, arenosos y de grava en las estepas, praderas o los bordes del bosque.

## Descripción
Son arbustos o pequeños árboles que alcanzan un tamaño  de 1 a 4 m de altura. Las hojas son lanceoladas y amplia, de 2-7 cm de largo, de color plateado en ambos lados con densas escamas blancas pequeñas. Las fragantes flores son de color amarillo, con una corola de cuatro lóbulos de 6-14 mm de largo. Los frutos son ovoides en forma de  drupas de 9-12 mm de largo, también cubiertas por escamas plateadas. La pulpa de la fruta es harinosa en textura, y rodea la única semilla.
La especie es cultivada como planta ornamental por su follaje plateado.

## Taxonomía
Elaeagnus commutata fue descrita por  Bernh. ex Rydb.  y publicado en Flora of the Rocky Mountains 582. 1917.
sinonimia
- Elaeagnus argentea Nutt.
- Elaeagnus argentea var. elongata Servett.
- Elaeagnus argentea var. maxima Servett.
- Elaeagnus argentea subsp. pauciflora Servett.
- Elaeagnus argentea subsp. rotundifolia Servett.
- Elaeagnus argentea subsp. sinuosa Servett.
- Elaeagnus glabra K.Koch[5]

## Galería

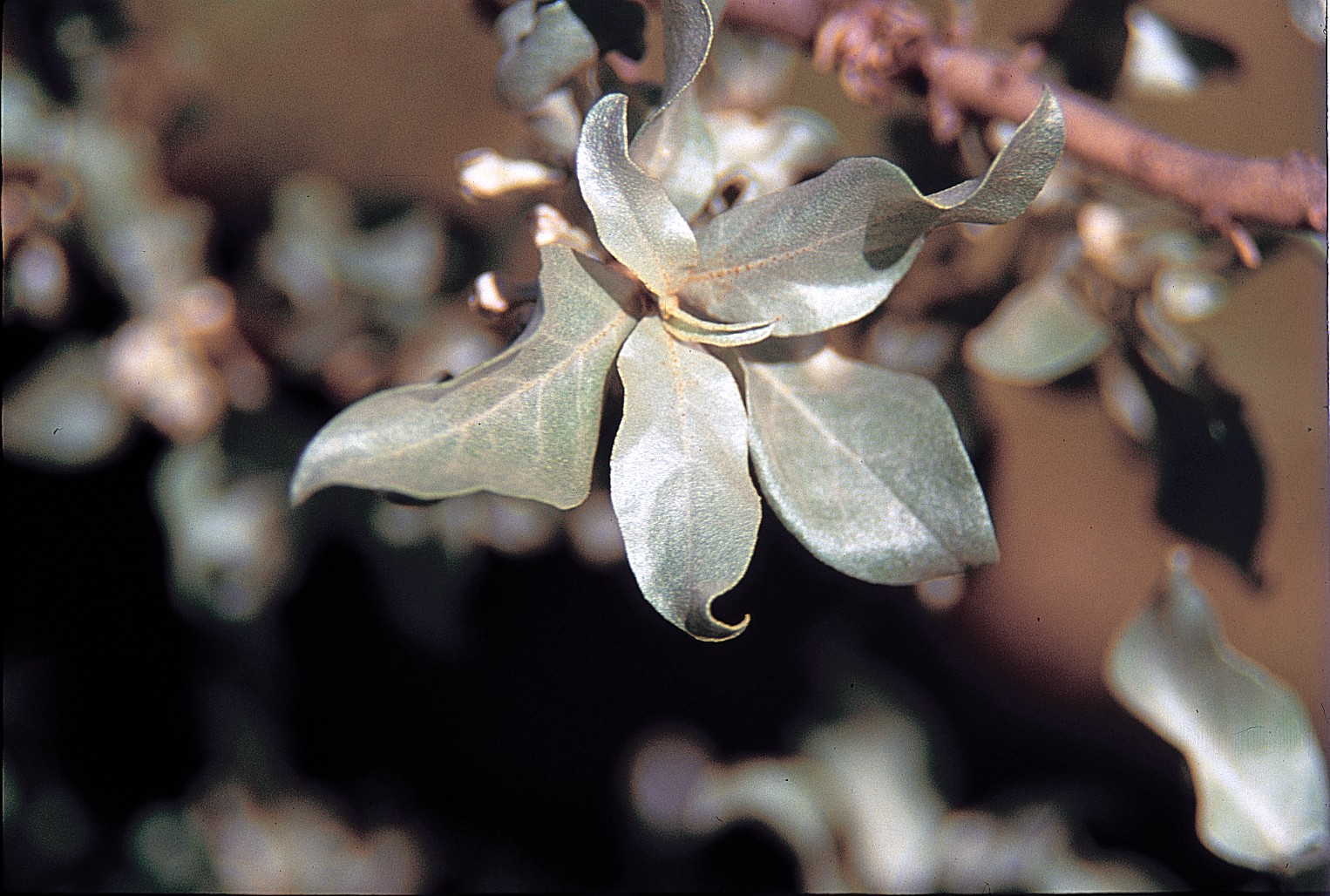
Hojas
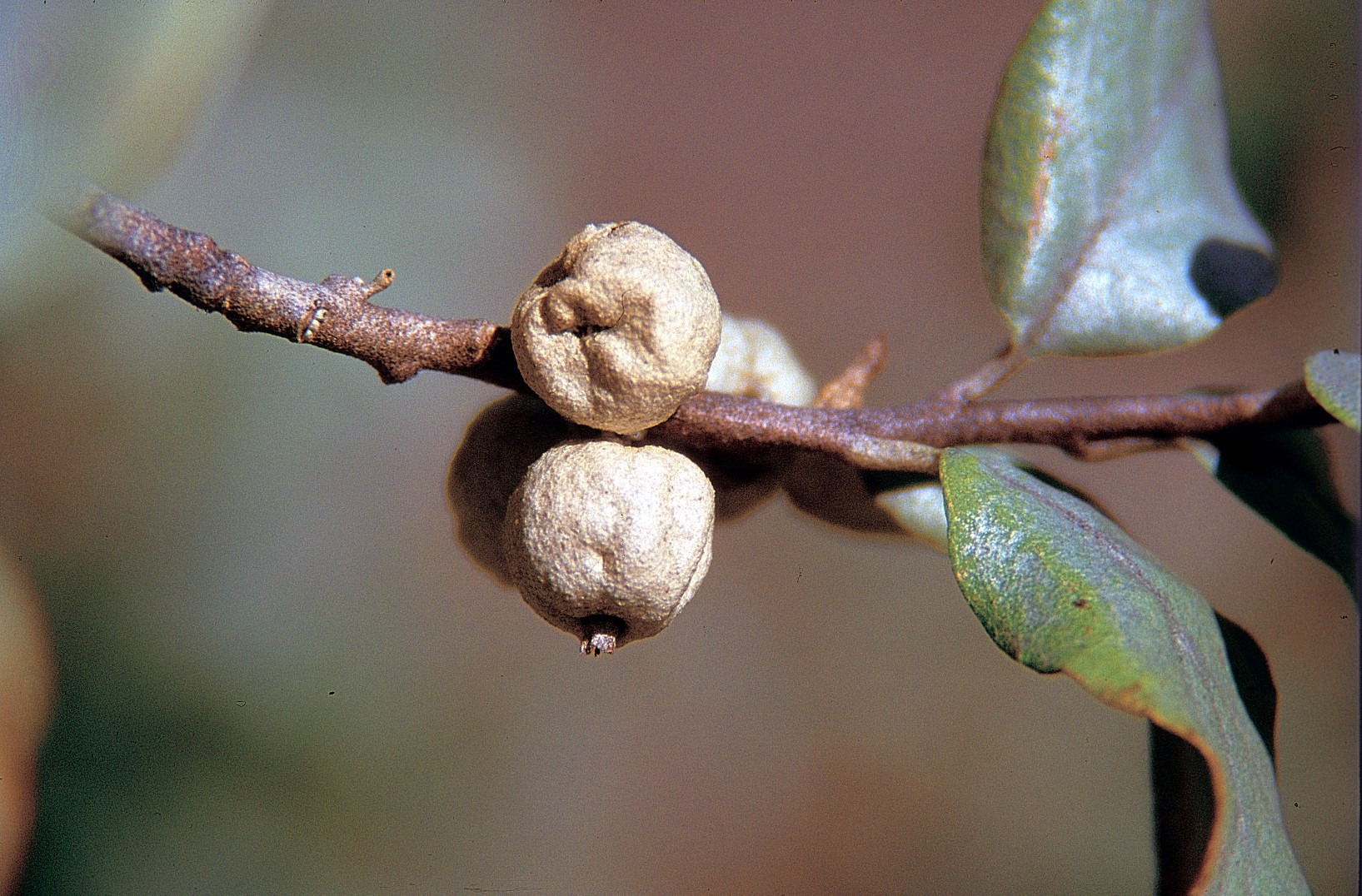
Fruto
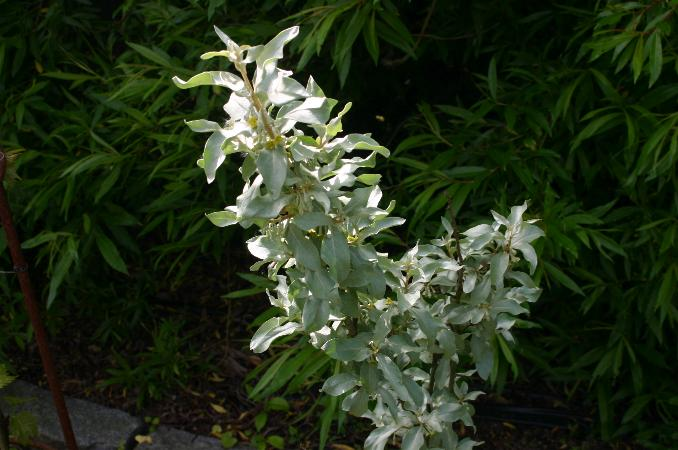
Follaje